# Ятмул
Ятмул — один из папуасских народов в Папуа — Новой Гвинее (среднее течение реки Сепик). На конец 1990-х годов численность населения оценивалась приблизительно в 15 тысяч человек. Говорят на языке среднесепикской группы семьи сепик-раму. Существует гипотеза о родстве с абелам. Исповедуют христианство.

## Культура

### Род занятий

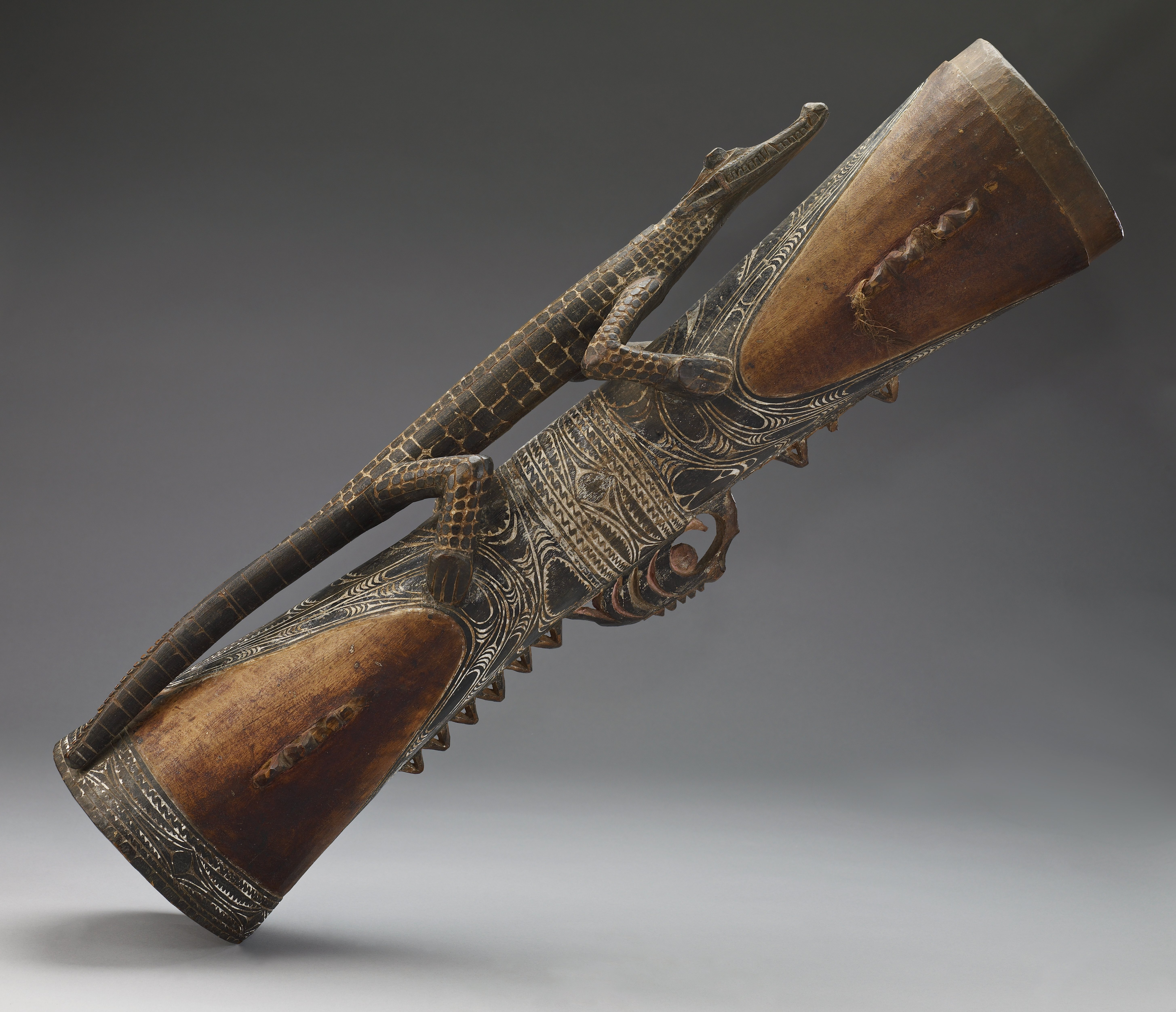
Барабан «кунду», XX век

Основными занятиями являются добывание саго, возделывание бананов, таро, кокосовой и арековой пальм, хлебного дерева, ямса, с середины XX века — табака и бетеля, а также рыболовство, сбор речных моллюсков, охота (на крокодила, птиц, летучую собаку, древесного кенгуру, кускуса, одичавшую свинью). Основное оружие — копьё, копьеметалка, лук, острога. Пользуются лодкой-долблёнкой со скульптурным украшением носа. Развито ремесло. Женщина занимается рыболовством и садоводством, а также воспитанием детей и приготовлением основного блюда дня. Мужчина делает большую часть тяжелой работы, такие как очистка древесины, строительства домов и изготовления каноэ. Многие люди проводят большую часть своего времени, занимаясь изготовлением масок, крючков (для развешивания предметов внутри дома), стульев, столов, шкафов, музыкальных инструментов (барабаны и песочные часы для продажи туристам или музеев). Другие люди предпочитают работать в саду и огороде. Некоторые люди сегодня зарабатывают себе на жизнь, перемещением товаров или людей из одной части района в другой на каноэ.
Между племенами ятмул и manambu осуществляются торговые отношения. Основные товары составляют брёвна (для изготовления каноэ), ямс, кокосы, орехи арек, птичий помет, навоз (для удобрения земли), масла (использующиеся для украшения на теле), в обмен на некоторые безделушки из ракушек и керамики, соль, сахар, муку, мешки от комаров (Harrison 1987: 497).
Особое внимание антропологов привлекает изобразительное искусство этого народа. Например, маски, резные стулья, щиты, крюки, музыкальные инструменты и гончарные изделия, плетение, резьба по дереву, шалаши, избы-мазанки из навоза, кости, скорлупе скальпирование черепов, кокосового ореха, изготовление тапы и живописных панно. Многие образцы этих предметов искусства народов долины реки Сепик стали объектом значительного научного анализа (Spearitt 1982: 106—109).

### Семья

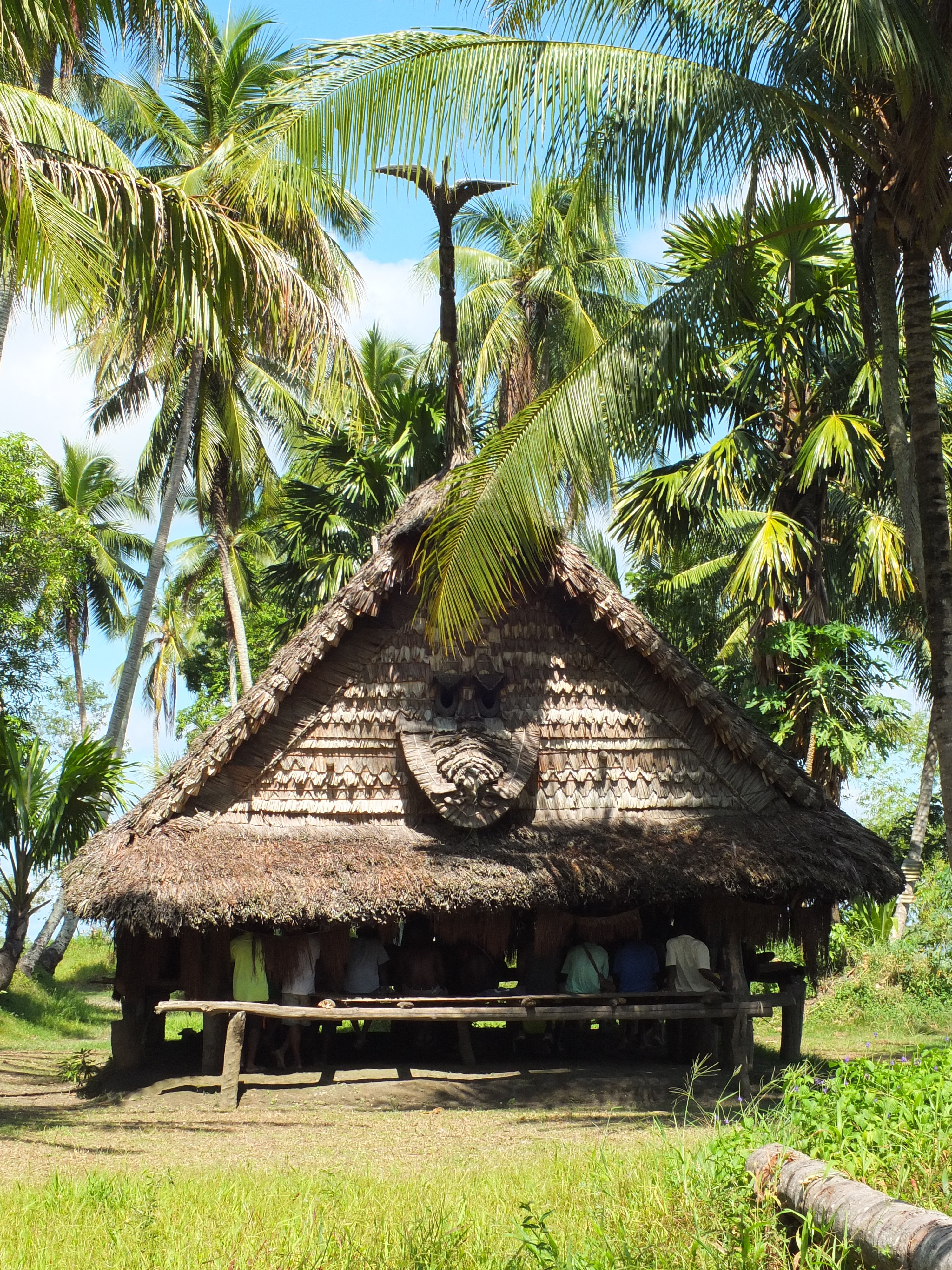
Мужской дом

Поселения линейной планировки, располагаются на участках суши, защищённых дамбами. Дома линейные, свайные, каркасно-столбовые. Ритуальный центр поселения — мужской дом (нгаиго) и площадь перед ним. Мужской дом имеет несколько этажей и седловидную крышу из листьев саговой пальмы, богатой разнообразной резьбой. Традиционная одежда мужчин — пояс на талии, украшенный дисками из листьев, выпиленными из раковин, и прикреплённая к нему спереди кожа летучей собаки или просто собаки. Бытуют раскраска тела, многочисленные украшения из раковин, костей, плодов. Предметы обихода и культовые вещи украшены лепниной (керамика), резьбой (кухонная утварь, крюки для подвешивания сумок, фаллосы, деревянные церемониальные стулья костяные кинжалы), инкрустацией раковинами и росписью (маски, черепа недругов, бамбуковые и тыквенные сосуды для извести, деревянная скульптура).
Ятмул подразделяются на патрилинейные тотемные нелокализованные кланы (нгаива), объединяющиеся в дуальные фратрии. Община состоит из двух локализованных экзогамных половин, объединяющих клановые сегменты. Во главе общины стоят клановые лидеры. Развита система возрастных классов и инициаций. Брак моногамный, допускается полигиния. Участие женщин в общественной жизни минимальное.
Племя ятмулов делится на четыре клана по мужской линии. Усыновленные дети относятся к члену кланов от обоих своих отцов (родного и приёмного), а затем по этому двойному членству проходят их потомки. Таким образом, большое количество лиц становятся членами двух или более кланов. Любые два клана могут быть связаны друг с другом браке, и они сохраняют эти связи на протяжении многих поколений. Человек может иметь следующие виды имён:
1. Патрилинейные (от различных кланов, чьим членом является носитель. Такие имена передаются от деда к внуку, внук в свою очередь этим награждается реинкарнацией одного из предков, настоящих или духовных к которому он относится. И тем самым воплощает в себе инкарнацию давно умершего предка).
2. Матрилинейные (даются дядями по материнской линии. Ребенок может иметь несколько таких имен от нескольких различных источников. На самом деле, здесь в большей степени выражается специфика далекого родства братьев матери, которые дают подобные имена. Таким образом систематизируются матрилинейные связи, являющиеся результатом браков в прошлом).
3. Патрилинейные тайные имена.
4. Матрилинейные посвящённые имена, данные в процессе инициации. Существует тенденция кражи имен из других кланов (Bateson 1934: 108—109).

Традиционные культы — шаманизм, тотемизм, культы предков, черепов, растений, камней, фаллоса, вагины (прародительницы рода) и т. п. В прошлом занимались охотой за головами. Известна мифология.